# TurtleBot3

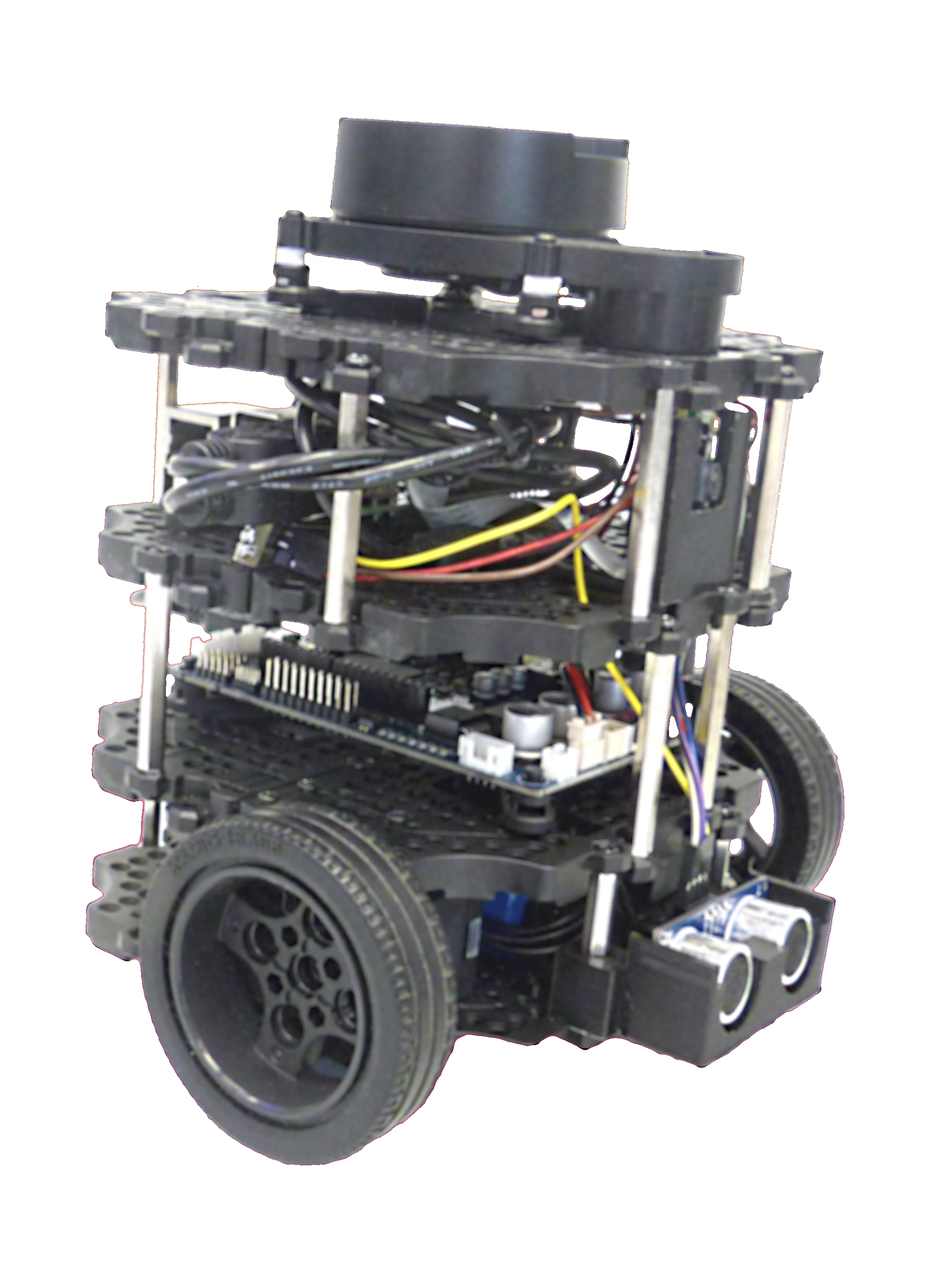
Die Burger-Variante des TurtleBot3

Der TurtleBot3 ist ein programmierbarer mobiler Roboter des Herstellers ROBOTIS. Er ist das dritte Modell der TurtleBot-Serie und wurde im Mai 2017 veröffentlicht.
Der kleine, ROS-basierte Roboter wird in Ausbildung, Forschung, als Hobby und im Produkt-Prototyping eingesetzt. Das Ziel des TurtleBot3 ist es, die Größe der Plattformen (im Vergleich zu seinem Vorgänger, TurtleBot2) deutlich zu reduzieren und den Preis zu senken, ohne auf Funktionalität und Qualität zu verzichten. Der TurtleBot3 kann auf verschiedene Weise angepasst (bzw. erweitert) werden, beispielsweise durch das Modifizieren mechanischer Teile oder den Einbau und Anschluss von neuen Sensoren.

## Aufbau
Der TurtleBot3 besteht aus modularen Platten, deren Form vom Benutzer angepasst werden kann, einer Basisplatte, zwei Elektromotoren, einem 1.800-mAh-Akku, einem 360-Grad-LiDAR-System, einer Kamera und einem Einplatinencomputer (Raspberry Pi 3 und Intel Joule 570x).
Geliefert wird der TurtleBot3 als Hardware-Montagesatz, der alle Teile enthält und um weitere Sensoren erweitert werden kann.

## Technologie
Die Kerntechnologie des TurtleBot ist SLAM, wodurch er sich für Heimdienstroboter eignet.
Der TurtleBot kann SLAM-Algorithmen (gleichzeitige Lokalisierung und Kartierung) ausführen, um eine Karte zu erstellen, und kann in einem Zimmer (bzw. Gebäude) herumfahren. Außerdem kann er über einen Computer, ein Gamepad oder ein Android-basiertes Smartphone ferngesteuert werden.

## Lizenz
TurtleBot ist eine lizenzierte Marke, deren Inhaber die Open Source Robotics Foundation (OSRF) ist. OSRF und ROBOTIS sind Kooperationspartner.